# São Vicente, São Paulo
São Vicente är en kommun och stad i Brasilien och ligger i delstaten São Paulo. Staden ingår i Santos storstadsområde och hade år 2014 cirka 350 000 invånare. São Vicente grundades den 22 januari 1532 och var den första permanenta portugisiska bosättningen i dagens Brasilien.